# Boabdil di Granada
Abu 'Abd Allāh Muhammad, o Muhammad XII, conosciuto come Boabdil (in arabo أبو عبد الله محمد‎?; Granada, 1459 – Fez, 1528), fu il 22º sultano della dinastia dei Nasridi o Nazarí e, di fatto, l'ultimo sultano del Sultanato di Granada.
Era figlio di Abu l-Hasan 'Ali di Granada (chiamato dai Castigliani "Muley Hacen") e succedette inizialmente al padre e poi allo zio Muḥammad XIII al-Zaghal. Dopo la Capitolazione di Granada il sultanato venne assorbito dal regno di Castiglia ed egli andò in esilio. Fu chiamato anche el Chico, cioè "il Piccolo" (per distinguerlo dal padre "Muley Hacen" el-Viejo cioè "il Vecchio") e anche el Zogoybi, cioè "il re sfortunato".

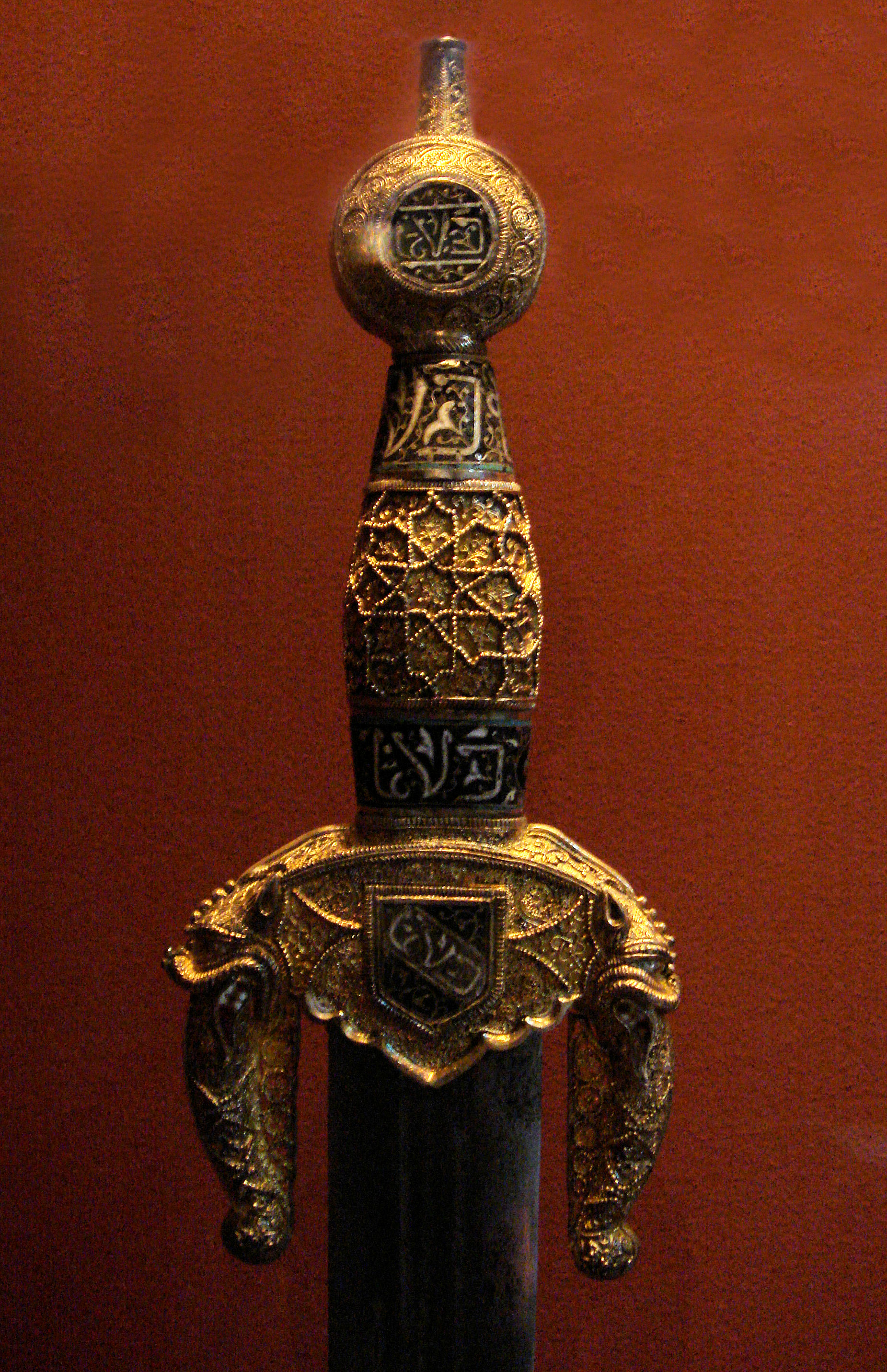
Spada di Boabdil nel Museo Cluny di Parigi

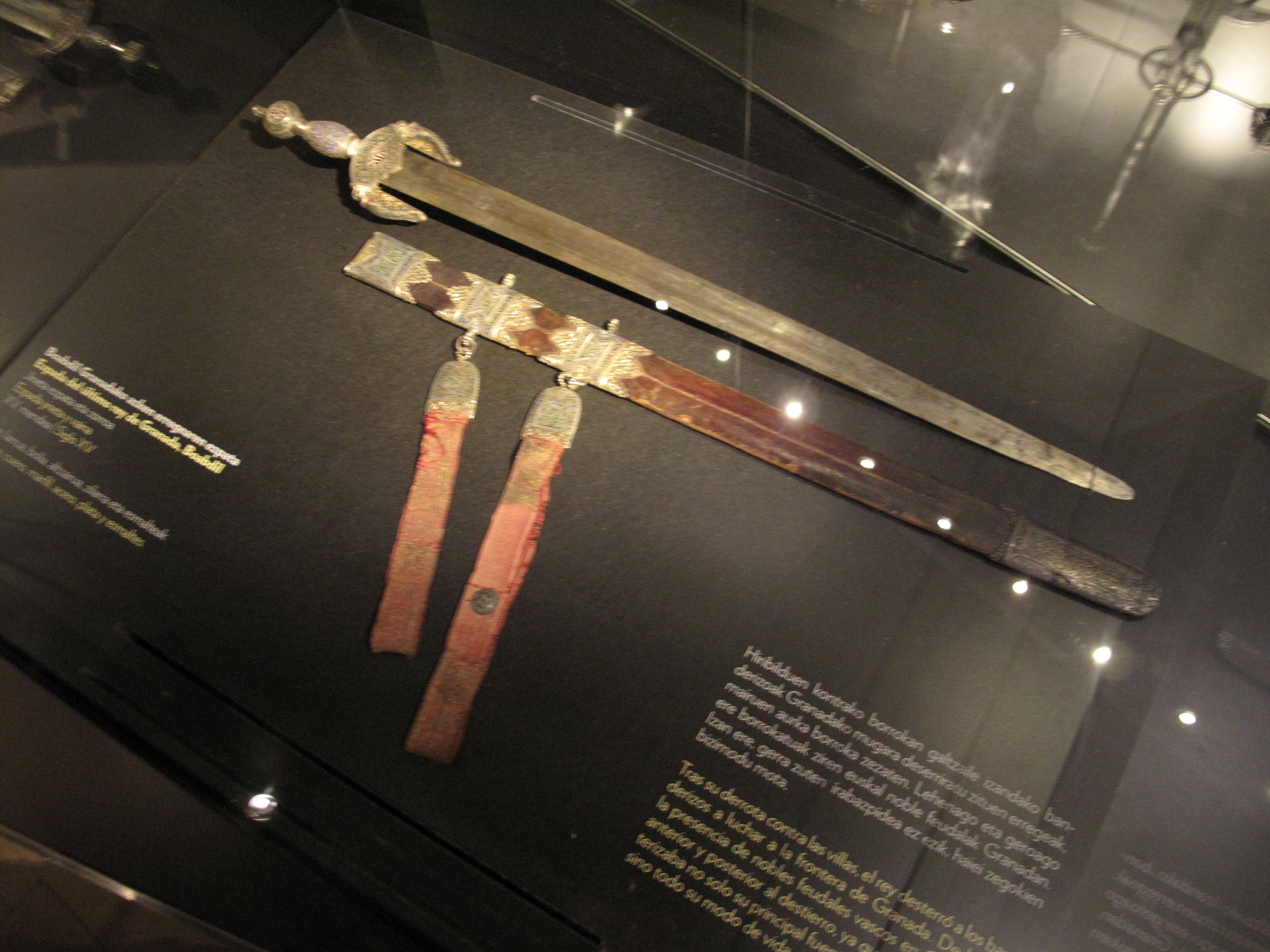
Spada di Boabdil

## Biografia
La situazione nel Sultanato di Granada divenne critica dopo che il padre di Boabdil, Abu l-Hasan 'Ali, si innamorò perdutamente di una schiava cristiana, Isabel de Solís, che si convertì all'Islam e assunse il nome Sōrayā. Abū al-Ḥasan ripudiò la moglie ʿĀʾisha, la madre di Boabdil, che venne scacciata dall'Alhambra, trasferendosi nel palazzo che ancora oggi porta il suo nome, la Dār al-Ḥorra.

### Primo regno
Āʾisha, la moglie ripudiata di Abū al-Ḥasan ʿAlī, incominciò a preparare la sua vendetta contro il marito. Incitò i figli Abū ʿAbd Allāh Muḥammad al-Zughbi (Boabdil) e Yūsuf a ribellarsi contro il padre e a tentare di detronizzarlo. I principi ribelli abbandonarono quindi Granada, arrivando a Guadix, dove Boabdil venne nominato sultano.
Il potente clan dei Banū Sarrāj ("Abencerrages") che Abū al-Ḥasan aveva decimato, incominciò anch'esso a complottare contro il sultano, principale animatore di questo complotto fu il potente nobile Yūsuf ibn Kumasa (chiamato "Abencomixa" dai Castigliani). Yūsuf ibn Kumasa odiava il visir di Abū al-Ḥasan, Abū al-Qāsim Bannigas, a causa della sua fama sinistra. Questo membro della famiglia Bannigas (rivali degli Abencerrages) era sospettato di fare il doppio gioco, di essere un alleato dei Castigliani. Tutto questo malcontento e questi complotti sfociarono nella detronizzazione di Abū al-Ḥasan ʿAlī, a favore del figlio Muḥammad al-Zughbi (Boabdil), che venne proclamato sultano dagli Abencerrages il 15 luglio 1482. Dopo una furiosa battaglia per le strade di Granada, Abū al-Ḥasan venne sconfitto, fuggì quindi assieme al fratello Muḥammad al-Zaghal, prima a Malaga e poi ad Almería, dove incominciò a prepararsi per combattere il figlio.

### La grande sconfitta cristiana ad Axarquia
Nella primavera del 1483, dietro consiglio di un musulmano convertito, il marchese di Cadice e Gran Maestro dell'Ordine di Santiago, Don Alonso Cárdenas, riunì l'élite della nobiltà castigliana e decise di lanciare una spedizione nella regione costiera tra Malaga e Vélez-Málaga, chiamata Axarquia nelle cronache castigliane e Sharqīya dai Mori. Tremila cavalieri e mille fanti partirono da Antequera il 19 marzo. Raggiunta la costa mediterranea, marciarono in direzione di Malaga. In questa aspra terra di montagne nei pressi di Malaga vennero attaccati da un grosso esercito musulmano, nella notte tra giovedì e venerdì 21 marzo del 1483. L'esercito cristiano venne completamente distrutto. Le cronache castigliane parlano di milleottocento morti e tantissimi illustri nobili fatti prigionieri.
La battaglia di Axarquía fu l'ultima vittoria dei musulmani nella storia di al-Andalus.

### Battaglia di Lucena
Un mese dopo, Boabdil, affamato di gloria, attaccò Lucena, il cui governatore Diego Fernández de Córdoba aveva poco più di 18 anni di età, tuttavia, un musulmano di Granada tradì Boabdil, rivelando ai Castigliani di Lucena questo piano di attacco. La città venne ben fortificata. Il 20 aprile 1483, l'esercito di settecento cavalieri e novemila fanti comandati da Boabdil arrivò di fronte alle mura di Lucena. I granadini ebbero numerose perdite dovute all'intervento di sorpresa dell'esercito del conte di Cabra, che era stato avvertito dell'assalto nasride. Dopo varie scaramucce, Boabdil venne sconfitto. L'esercito musulmano venne distrutto.
Durante la battaglia, uno dei più valorosi generali di Boabdil, ʿAlī al-ʿAṭṭār, e diversi importanti aristocratici granadini persero la vita. Boabdil venne catturato dai Castigliani e imprigionato nella fortezza di Porcuna.

### Prigionia in Castiglia

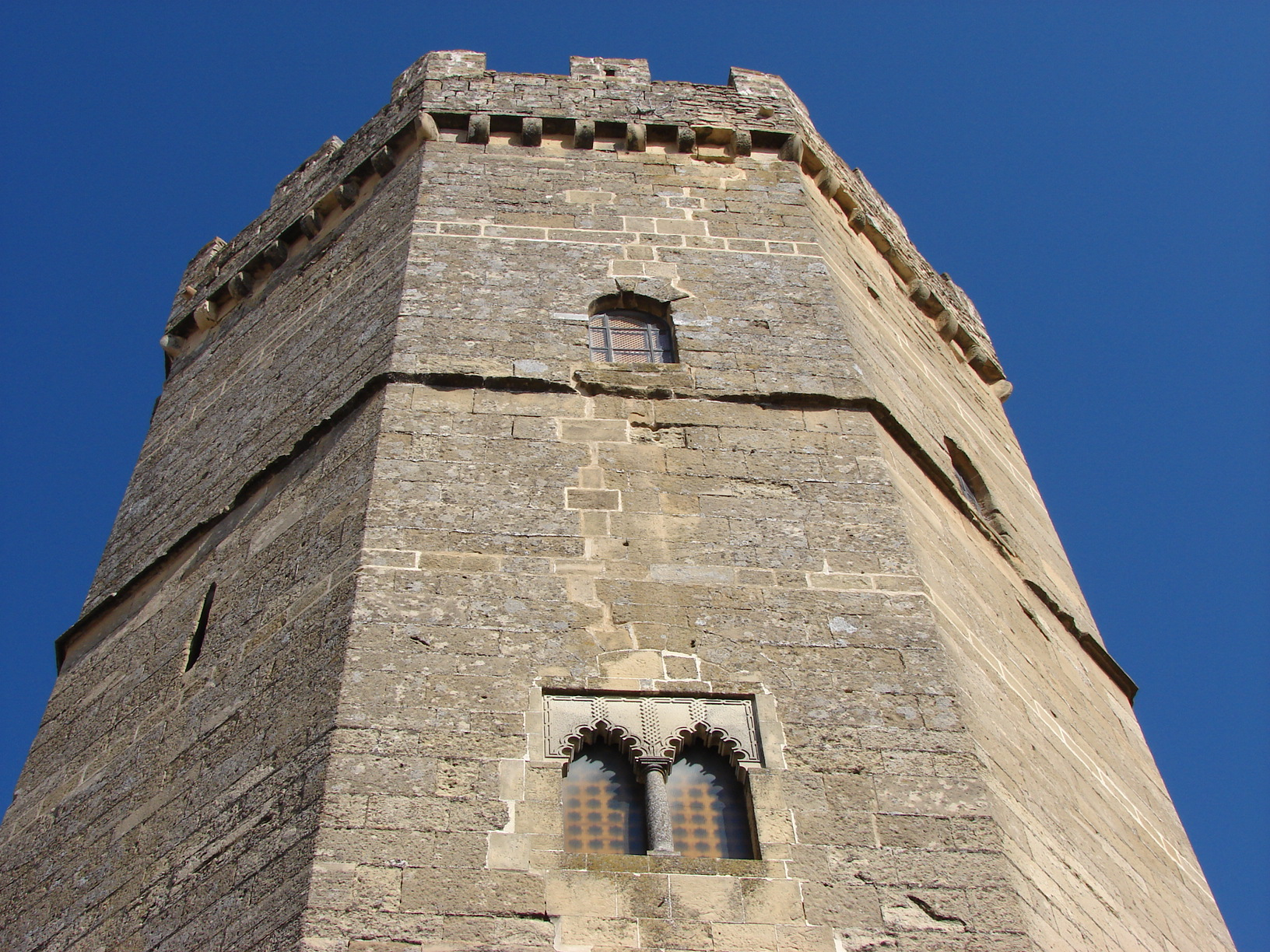
Torre di Boabdil a Porcuna, qui fu imprigionato il sultano dopo che venne sconfitto e catturato a Lucena

Appena venne informato del disastro accaduto a Lucena, Abū al-Ḥasan, che aveva ancora molti sostenitori a Granada, si affrettò a riconquistare il suo trono.
Nel 1485 venne spodestato dal fratello (lo zio di Boabdil) Muḥammad XIII al-Zaghal.
Nel 1487 Boabdil stipulò un accordo con Ferdinando II di Aragona, secondo cui Boabdil sarebbe stato liberato e Ferdinando lo avrebbe aiutato a riconquistare il trono, con la condizione di diventare vassallo della Castiglia e non soccorrere Malaga, che i re cattolici avevano intenzione di assediare. Le condizioni accettate da Boabdil per la sua liberazione furono le più umilianti mai accettate da un sovrano musulmano di al-Andalus. Fu costretto inoltre a promettere di versare un tributo di 14.000 ducati d'oro, liberare i settemila Castigliani prigionieri a Granada e consegnare come ostaggio suo figlio ed erede al trono, il principe Aḥmad.

### Assedio di Malaga
Malaga divenne l'obiettivo principale della campagna del 1487 dei re cattolici contro il Sultanato di Granada. Re Ferdinando II di Aragona lasciò Cordova con un esercito di 20.000 cavalieri, 50.000 fanti e 8.000 truppe di supporto. A questo contingente si aggiunsero gli artiglieri comandati da Francisco Ramírez de Madrid.
La città di Malaga (in arabo Māllaqa) era la seconda città del Sultanato di Granada, subito dopo Granada, era un importante porto mercantile del Mediterraneo. La città era prospera, con eleganti edifici ben decorati, giardini e fontane. La città era circondata da fortificazioni in buone condizioni. Sopra di essa vi era la cittadella, la Alcazaba di Malaga, collegata grazie a un passaggio alla fortezza di Gibralfaro. Verso il mare vi erano frutteti di olive, arance e melograni, e i vigneti le cui uve dolci erano essenziali per il vino di Malaga, un importante prodotto di esportazione.
Nella primavera del 1487, i Castigliani circondarono Malaga. Il governatore della città, Aḥmad al-Tagri, era determinato a combattere fino alla fine. Sotto il fuoco delle bombarde castigliane, i musulmani difesero efficacemente la città per tutta la primavera. Nel mese di luglio, il cibo incominciò a scarseggiare. Gli abitanti di Malaga si ridussero a dover mangiare cavalli, asini, muli e cani. Malaga capitolò il 18 agosto 1487.
Il nipote di al-Zaghal, Boabdil, che nel frattempo era tornato al potere a Granada, rispettò l'accordo segreto fatto con i Castigliani in cambio della sua liberazione, non intervenendo in soccorso di Malaga.
Muḥammad XIII al-Zaghal venne esiliato ad Almería dopo la conquista castigliana di Baza.
Al-Zaghal concluse un patto con Ferdinando II, secondo cui avrebbe venduto Almeria e Guadix, diventando suo vassallo, facendosi nominare re dell'Alpujarra. Qualche tempo dopo, vendette tutti i suoi possedimenti spagnoli per 5.000.000 di maravedí, partendo definitivamente per il Maghreb.

### Relazioni dei Nasridi con gli altri sovrani musulmani
Circondati dal nemico cristiano, dal 1485 i Nasridi si rivolsero ai loro ex alleati maghrebini, i Merinidi di Fès gli Zayyanidi di Tlemcen e gli Hafsidi di Tunisi, chiedendo il loro aiuto. Le relazioni tra i regni maghrebini e la Castiglia erano però ottimi. Il sultano wattaside del Marocco Muhammad ibn Yahya (che aveva strappato il potere ai Merinidi), aveva firmato nel 1479 un trattato in cui riconosceva alla Castiglia esclusivi diritti commerciali sulla costa maghrebina. Gli Zayyanidi di Tlemcen erano troppo occupati in guerre con i loro vicini Merinidi e Hafsidi. Gli Hafsidi di Tunisi si sforzavano di mantenere buoni i rapporti con la Castiglia per proteggersi dall'espansionismo dei Mamelucchi burji d'Egitto.
Nel 1487 un'ambasciata granadina chiese aiuto al sultano mamelucco Qaytbay, che minacciò la Chiesa cattolica di rappresaglie contro il clero della basilica del Santo Sepolcro di Gerusalemme, minacciò di impedire ai cattolici l'accesso al santuario, e, se fosse stato necessario, l'avrebbe fatto distruggere. Le minacce di Qaytbay erano però solo verbali, addirittura vennero sviluppate ottime relazioni commerciali tra i Mamelucchi e l'Occidente cristiano. Il 2 gennaio 1488, Ferdinando II di Aragona chiese al papa il permesso di vendere il grano al "sultano di Babilonia" (Qaytbay), il cui regno era minacciato da una carestia. Il ricavato della vendita del grano venne usato per coprire le spese della guerra contro il Sultanato di Granada. Le buone relazioni tra il sultano del Cairo e la Castiglia erano dovute anche al fatto che Qaytbay era l'unico sovrano musulmano che resisteva ancora agli Ottomani, il cui potere cresceva a dismisura. Tutti questi motivi fanno capire che i sovrani musulmani dell'epoca non potevano fornire un sostegno efficace al Sultanato di Granada. Essi si limitarono ad accogliere i musulmani in fuga dalle persecuzioni dell'Inquisizione spagnola.
Secondo Rachel Arieh, del Centre national de la recherche scientifique, le relazioni che si svilupparono tra i Nasridi del Sultanato di Granada e gli altri sultani musulmani erano complesse e contraddittorie.
Le relazioni con gli Hafsidi di Tunisi erano basate principalmente sullo scambio di lettere amichevoli e magnifici doni, ma mai nessun coinvolgimento negli affari interni dell'altro.
I rapporti con i Merinidi (dinastia regnante nel Maghreb al-Aqsa, attuale Marocco) furono invece più collaborativi. A partire dalla fine del XIII secolo, i Nasridi furono costretti a fare appello al jihād per fermare la Reconquista cristiana. Alcuni sultani Merinidi quali Abu Yusuf Ya'qub ibn 'Abd al-Haqq, Abu Ya'qub Yusuf al-Nasr, Abu al-Rabi' Sulayman e Abu l-Hasan 'Ali ibn 'Uthman, intervennero efficacemente in aiuto dei Nasridi, ma dopo la morte di Abu Inan Faris nel 1358, ultimo grande sovrano della dinastia, il sultanato merinide incominciò a decadere, non riuscendo più a supportare efficacemente il Sultanato di Granada.

### Secondo regno
Muḥammad al-Zughbi (Boabdil) tornò al potere solo per vedere la fine del Sultanato di Granada.
Una volta rilasciato, Boabdil si rifiutò di sottomettere Granada ai Castigliani. Verso la fine del 1487, Almería e Guadix vennero conquistate dai Castigliani. Nel 1489 toccò ad Almuñécar e Salobreña.
La potente famiglia dei Banū Sarrāj ("Abencerrages") fu accusata di complottare con i Castigliani per rovesciare Boabdil. Secondo Ginés Pérez de Hita, storico del tardo XV secolo, trentasei membri della famiglia Abencerrages furono sterminati da Boabdil, in una stanza dell'Alhambra.

### Caduta di Granada

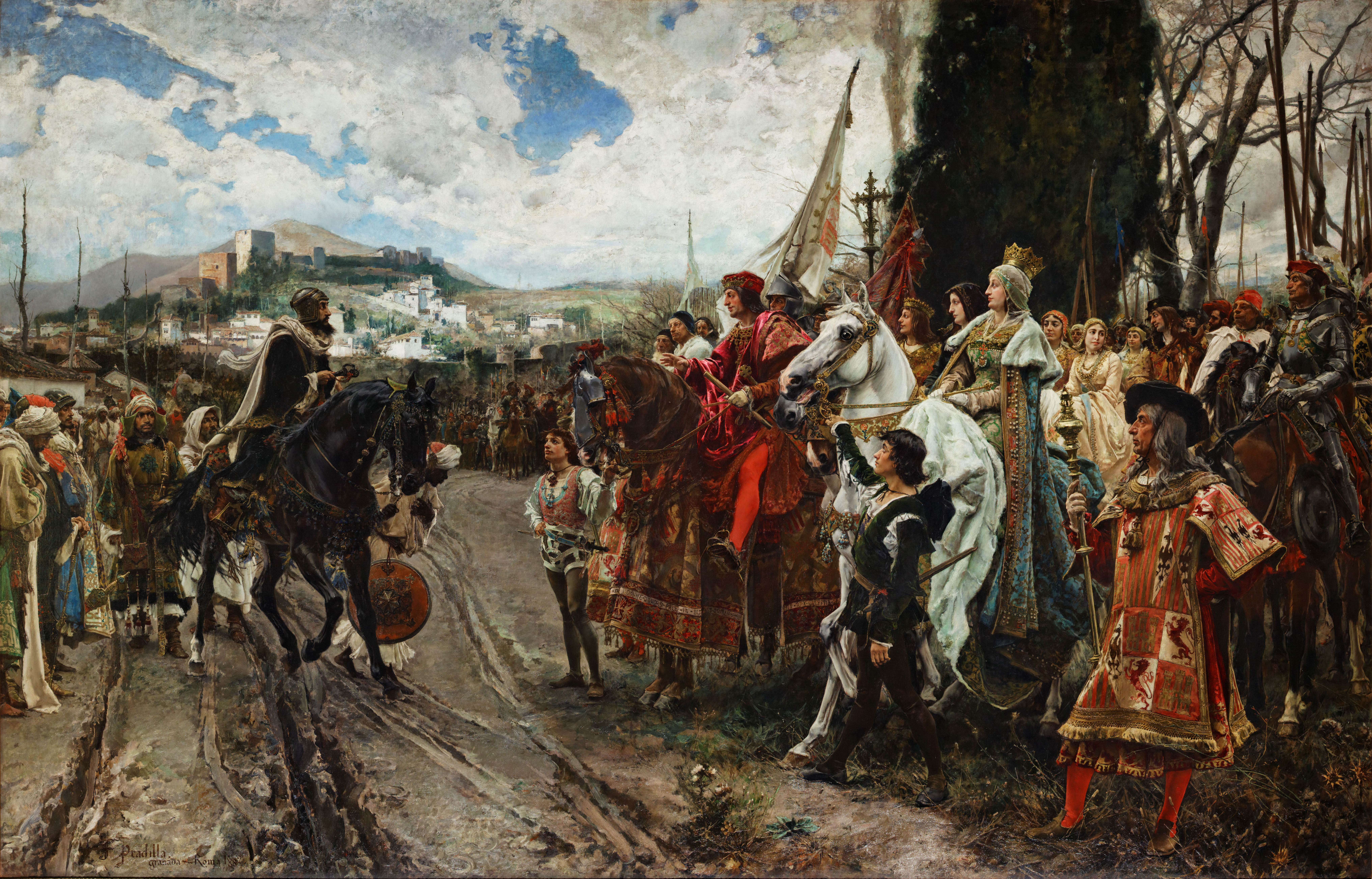
La resa di Granada di Francisco Pradilla Ortiz

Nella primavera del 1491, i cristiani ripresero le ostilità contro ciò che rimaneva del Sultanato di Granada. Con un potente esercito di diecimila cavalieri e quarantamila fanti, il 26 aprile i Castigliani incominciarono l'assedio definitivo della capitale nasride. Quel giorno, la regina Isabella di Castiglia giurò di non bagnarsi e di non cambiarsi i vestiti fino a quando Granada non sarebbe stata conquistata. All'inizio dell'assedio, il campo castigliano fu distrutto da un incendio.
Nella loro capitale assediata, i granadini non poterono fare molto contro l'artiglieria castigliana. Verso la fine del 1491 la situazione di Granada divenne molto precaria, cominciarono a mancare il frumento, l'orzo, il miglio e l'olio. La neve rese impraticabili le strade e i passaggi con la regione meridionale dell'Alpujarra. Boabdil cominciò a fare colloqui segreti per consegnare la città alla fine del mese di marzo del 1492, ma nel dicembre 1491 i Castigliani richiesero la resa immediata della città.
Granada capitolò ufficialmente il 2 gennaio 1492, e venne stilato il trattato di Granada.
Boabdil fece dissotterrare dall'Alhambra e trasferire nel cimitero della moschea di Mondújar le tombe dei suoi antenati Muhammad II al-Faqih, Yusuf I, Yusuf III e Abu Nasr Saʿd, per evitare che venissero profanate dai cristiani.

### Lettera al sultano merinide del Marocco
Poco dopo la sua consegna di Granada ai Castigliani, Boabdil inviò una lunga lettera ai Merinidi, dinastia regnante sul Marocco, per chiedere rifugio. La lettera è lunga, molto ben scritta, incomincia con una lunga poesia in lode ai Merinidi, seguita da una prosa in cui si lamenta della sua sconfitta e chiede perdono per le malefatte che i suoi antenati Nasridi commisero contro i Merinidi. L'intero testo è stato riportato da al-Maqqari:
ونحن من سلالة الأحمر، مجاورة الصفر، ولا سوغ لنا الإيمان الإقامة بين ظهراني الكفر، ما وجدنا عن ذلك مندوحة ولو شاسعة،
وأمنا من المطالب المشاغب حمة شرٍ لنا لاسعة، وادكرنا أي ادكار، قول الله تعالى المنكر لذلك غاية الإنكار "ألم تكن أرض الله
واسعة" وقول الرسول، عليه الصلاة والسلام، المبالغ في ذلك بأبلغ الكلام "أنا بريء من مؤمن مع كافر لا تتراءى ناراهما" وقول
الشاعر الحاث على حث المطية، المتثاقلة عن السير في طريق منجاء البطية:
وما أنا والتلدد نحو نجد وقد غصت تهامة بالرجال
ووصلت أيضاً من الشرق إلينا، كتب كريمة المقاصد لدينا، تستدعي الانحياز إلى تلك الجنبات، وتتضمن ما لا مزيد عليه من
الرغبات، فلم نختر إلا دارنا التي كانت دار آبائنا من قبلنا، ولم نرتض الإنضواء إلا لمن بحبله وصل حبلنا، وبريش نبله ريش نبلنا،
إدلالاً على محل إخاء متوارث لا عن كلالة، وامتثالاً لوصاة أجداد لأنظارهم وأقدارهم أصالة وجلالة، إذ قد روينا عمن سلف من
أسلافنا، في الإيصاء لمن يخلف بعدهم من أخلافنا، أن لا يبتغوا إذا دهمهم داهم بالحضرة المرينية بدلاً، ولا يجدوا عن طريقها في
التوجه إلى فريقها معدلاً، فاخترقنا إلى الرياض الأريضة الفجاج، وركبنا إلى البحر الفرات ظهر البحر الأجاج، فلا غرو أن نرد منه
على ما يقر العين، ويشفي النفس الشاكية من ألم البين»
(Muhammad Abu Abdallah, نفح الطيب من غصن الاندلس الرطيب)

### L'esilio

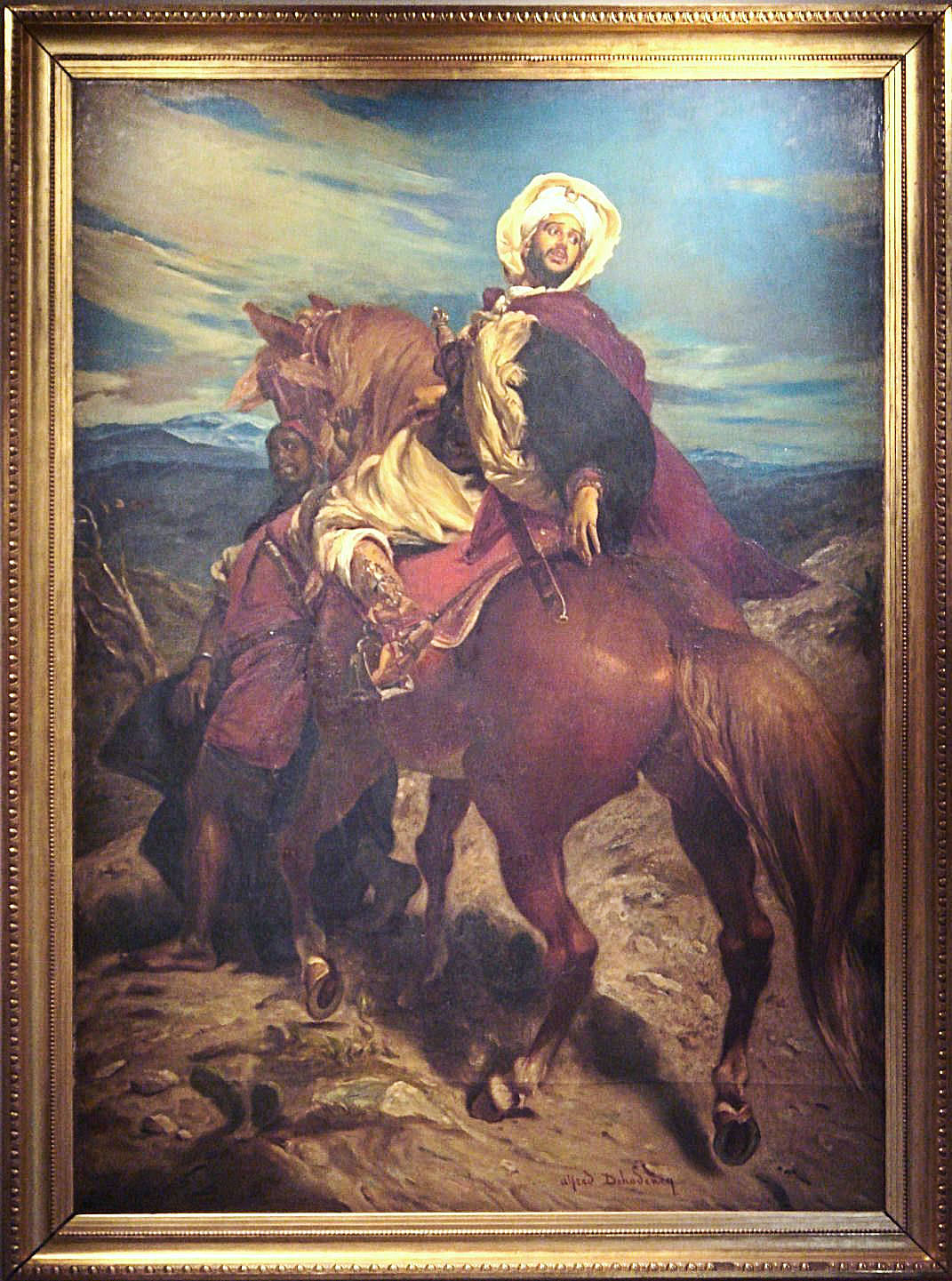
L'addio di re Boabdil a Granada, Alfred Dehodencq (1822-1882)

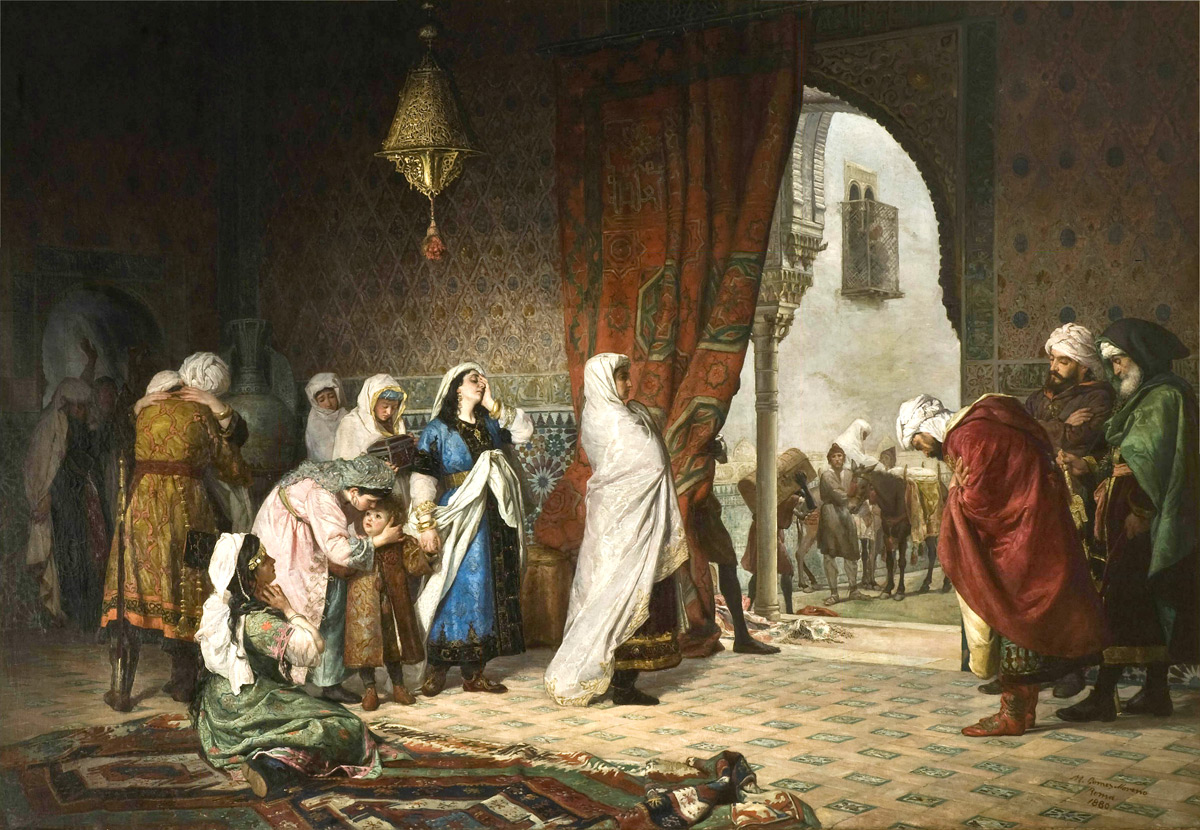
La famiglia di Boabdil abbandona l'Alhambra, Manuel Gómez Moreno, 1880 circa

La leggenda narra che quando il corteo regale di Boabdil partì per l'esilio, esso raggiunse uno sperone emergente dove vi era una fortificazione a guardia del Generalife dal quale si vedeva il panorama della città di Granada. Muhammad XII, smontò da cavallo, sedette su una roccia dirigendo il suo sguardo per l'ultima volta all'Alhambra e alla verde valle che la circondava, scoppiò in pianto. Da questo episodio, come racconta Washington Irving nel libro I racconti dell'Alhambra, il luogo prese il nome di Silla del Moro (Sedia del Moro). Allora la madre che lo accompagnava, vedendolo in lacrime, gli avrebbe detto: 
(La madre di Boabdil, la sultana Aixa)
Ad Abu 'Abd Allāh Muhammad furono concessi in virtù del Trattato di Granada varie proprietà nell'Alpujarras, una zona montagnosa fra la Sierra Nevada e il mar Mediterraneo, tra le quali Láujar de Andarax e Fuente Victoria (parte dell'odierno municipio di Fondón, come riportato dal segretario regio Hernando de Zafra. Boabdil era inizialmente intenzionato a risiedere stabilmente nei suoi possedimenti nella penisola iberica, tant'è che aveva traslato i resti dei sultani di Granada nel cimitero musulmano di Mondújar (parte dell'odierna Lecrín), ma la morte della moglie e le pressioni dei sovrani spagnoli affinché emigrasse lo indussero a partire. La moglie Morayma morì in Andarax e fu sepolta a Mondújar nell'agosto del 1493.
Una fonte non ufficiale sostiene invece che Morayma fosse stata uccisa dallo stesso Boabdil, dopo aver passato una vita di prigionia nelle segrete dell'Alhambra, a seguito della scoperta della relazione amorosa tra la Sultana e un cavaliere della potente famiglia dei Banu Sarraj ("Abencerrajes"), ucciso anch'egli in una decapitazione di massa nella sala dei leoni del palazzo, insieme con altri membri della famiglia, per placare la gelosia del Sultano. Secondo la stessa fonte, si è voluta nascondere la verità per non sporcare la figura di Boabdil, già alquanto compromessa.
A sostegno di questa tesi, rimane solo una targa nel giardino del Generalife, ritenuta simbolo di una romantica leggenda, che lascia però uno spiraglio aperto sulla verità sempre tenuta celata.
In ogni caso Boabdil, dopo aver venduto i suoi possedimenti ai sovrani spagnoli, ad un valore inferiore a quello effettivo, ed aver richiesto asilo al sovrano di Fès, Muhammad al-Shaykh al-Wattasi, si imbarcò dal porto di Adra alla volta di Melilla nell'ottobre del 1493.
Lo storico arabo Al-Maqqari di Tlemcen scrisse che egli si sarebbe recato a Fès con la madre, la sorella e i due figli Ahmad e Yusuf, dove costruì un palazzo. Secondo Al-Maqqari, egli morì nel 1533 o nel 1544 (anno 940 dell'Egira) o nel 1518 e riferisce con precisione ove venne tumulata la sua salma. I suoi discendenti vissero a Fès fino al 1627 o 1628 in difficili condizioni.
Il cronista spagnolo Luis del Mármol Carvajal scrisse: «Muhammad XII morì presso Oued el Assouad (Fiume Nero), al guado detto Waqûba durante la guerra fra gli Wattasidi (dinastia marocchina del regno di Fès) e i Sadiani (dinastia marocchina del regno di Marrakesh)». Questa fonte è anche ripresa da Louis de Chénier, un diplomatico del re di Francia Luigi XIV nella sua: Ricerche storiche sui Moreschi e storia dell'Impero del Marocco pubblicata a Parigi nel 1787, ma questa ipotesi del Mármol è considerata improbabile dallo storico Mercedes Garcia-Arenal.

## Nella cultura di massa
- Egli fu il soggetto dell'opera Boabdil, der letzte Maurenkönig (Boabdil, l'ultimo dei re Moriscos), Op. 49, scritta nel 1892 dal compositore germano-polacco Moritz Moszkowski.
- In sua memoria il compositore spagnolo Gaspar Cassadó scrisse il Lamento de Boabdil per violoncello e pianoforte.
- Il compositore spagnolo Antón García Abril ha scritto Elegía a la pérdida de la Alhambra per il suo ciclo di canzoni per voce e pianoforte Canciones del Jardin Secreto. Essa è adattata al testo (in lingua arabo-andalusa) attribuito a Boabdil, nel quale egli lamenta la perdita dell'Alhambra.
- Il cantautore e poeta andaluso Carlos Cano dedicò una canzone del suo album Crónicas Granadinas a Muhammad XII intitolata Caída del Rey Chico.
- Il romanzo di Salman Rushdie The Moor's Last Sigh (L'ultimo sospiro del moro), contiene numerosi riferimenti a Muhammad XII.
- Il testo poetico di Louis Aragon Le Fou d'Elsa dà una drammatica e poetica versione della Capitolazione di Granada, che ha Muhammad XII come uno dei protagonisti.
- La televisione di stato pakistana ha mandato in onda nel 1980 un dramma tratto dal romanzo Shaheen dello scrittore in lingua urdu Nasim Hijazi, che ha come protagonista Muhammad XII.
- Col nome di Baodele compare tra i personaggi del poema cavalleresco Il conquisto di Granata (1650) di Girolamo Graziani come antagonista di Ferdinando II.
- Boabdil è il protagonista dello sceneggiato del 1991 Granada addio, coprodotto dalla RAI e dalla Televisión Española, e della serie del 2012 Isabel, dove è interpretato da Álex Martínez.